# Rafael Edholm
John Rafael Edholm, född 8 maj 1966 i Stockholm, är en svensk skådespelare, regissör, manusförfattare och tidigare fotomodell.  

## Biografi
Edholm växte upp i Stockholm, han är son till Anita Edholm och sångaren i en orkester kallad Lecuona Cuban Boys från Kuba. Fadern flyttade senare till Schweiz när Rafael var ett par år gammal. Rafael Edholm växte sedan upp med sin mor och en styvfar.
Som 17-åring scendebuterade han som statist i Ingmar Bergmans Dramatenuppsättning av Kung Lear 1984. Vid 19 års ålder lämnade han Sverige och arbetade som fotomodell över hela världen med New York som bas. I New York arbetade han också på restaurang samt utbildade sig i skådespeleri. 1994 återvände han till Sverige efter tio år utomlands.
Edholm har varit engagerad som regissör bland annat vid Intiman och Aliasteatern i Stockholm. Han har även medverkat i George Michaels musikvideo "Freedom" och Ica-reklamen samt diverse teaterproduktioner. En av höjdpunkterna i hans karriär är filmkomedin Komplett galen, där han spelade mot Görel Crona som han då var gift med.
Under inspelningen av TV3-programmet Superstars Celeb i maj 2012 drabbades Edholm av hjärtstillestånd efter att ha tävlat i en hinderbana och blev livlös i tio minuter.
I SVT-serien The spiral som sändes 2012 spelade Edholm polisen Gunnarson, där en av hans motspelare var Tuva Novotny.

### Privatliv
Edholm har varit gift fyra gånger. Första gången med en amerikanska, andra gången 1997–2006 med skådespelaren Görel Crona; tillsammans fick de en son, född 1998. Tredje äktenskapet, med fotomodellen Daga Lamy varade mellan 2007 och 2011. Rafael Edholm är sedan 2015 gift med fotomodellen Freja Kjellberg Borchies, och de har två döttrar, födda 2016 och 2019.

## Filmografi (i urval)
- 1985 – Korset (TV-serie)
- 1997 – Svenska hjältar
- 1999 – Den eneste ene
- 1999 – Anna Holt - polis (TV-serie gästroll)
- 2000 – Järngänget
- 2000 – Reuter & Skoog (TV-serie gästroll)
- 2000 – Vingar av glas
- 2001 – Agnes (TV-serie)
- 2001 – Livvakterna
- 2001 – Beck – Kartellen (TV)
- 2003 – Hem till Midgård (TV-serie gästroll)
- 2003 – Sinbad: Legenden om de sju haven (röst som Råttan)
- 2004 – Komplett galen
- 2004 – Shrek 2 (röst som Mästerkatten i stövlar)
- 2004 – Superhjältarna (röst som Lucius Best / Fryzo)
- 2006 – På andra sidan häcken (röst som RJ)
- 2006 – Hammys bumerangäventyr (röst som RJ)
- 2006 – Göta kanal 2 – kanalkampen
- 2007 – Rosa: The Movie
- 2007 – Shrek den tredje (röst som Mästerkatten i stövlar)
- 2007 – Ha en Shrektigt god jul (röst som Mästerkatten i stövlar)
- 2009 – Göta kanal 3 – Kanalkungens hemlighet
- 2010 – Shrek - Nu och för alltid (röst som Mästerkatten i stövlar)
- 2010 – Wallander – Indrivaren
- 2010 – Dumma mej (röst som Dr. Nefario)
- 2010 – Åsnans Shrektakulära jul (röst som Mästerkatten i stövlar)
- 2011 – Gustafsson 3 tr
- 2011 – Mästerkatten (röst som Mästerkatten i stövlar)
- 2012 – Mästerkatten: Tre Diablos (röst som Mästerkatten i stövlar)
- 2013 – Dumma mej 2 (röst som Dr. Nefario)
- 2016 – Halvvägs till himlen (TV-serie gästroll)
- 2018 – Superhjältarna 2 (röst som Lucius Best / Fryzo)
- 2022 – Minioner: Berättelsen om Gru (röst som Dr. Nefario)
- 2018 – Springfloden (TV-serie)
- 2022 – Mästerkatten 2 (röst som Mästerkatten i stövlar)
- 2024 – Dumma mej 4 (röst)

### Regi
- 2004 – Komplett galen
- 2006 – Babas bilar
- 2007 – Allt för byn
- 2012 – Mörkt vatten

### Filmmanus
- 2006 – Babas bilar
- 2012 – Mörkt vatten
- 2017 – Veni Vidi Vici (TV-serie)

### TV
- 2008 – Stjärnor på is - Deltagare
- 2009 – Kändisdjungeln - Deltagare
- 2012 – Superstars celeb - Deltagare

## Teater

### Roller (ej komplett)
| År   | Roll                       | Produktion                   | Regi           | Teater                 |
| ---- | -------------------------- | ---------------------------- | -------------- | ---------------------- |
| 1984 | Regans hov                 | Kung Lear William Shakespear | Ingmar Bergman | Dramaten               |
| 2002 | Medverkande                | Havredrömmar Peter Barlach   | Peter Barlach  | Stockholms stadsteater |
| 2012 | Boris Alexejevitj Trigorin | Fucking måsen Anton Tjechov  | Sunil Munshi   | Uppsala stadsteater    |